# 安養寺 (多治見市)
安養寺（あんようじ）は岐阜県多治見市白山町にある曹洞宗の寺院。山号は寂光山。

## 歴史
承応2年（1653年）2月、應山源公が清水の地蔵尊境内で荒廃していた真言宗の古刹が土岐川と大原川がしばしば氾濫して流失したり埋没したりしていたため現在地に移転し、名古屋龍興寺九世國豐秀鷲を勧請して開山した。
前身の真言宗の安養寺については、多治見市池田町屋にあった明圓寺の末寺であったことや、
文安6年（1449年）の本土神社の棟札に「安養寺六百文」の記述があることなど、断片的な記録が残っている。
三世の燃巌一燈の代に本堂が完成したが、松坂屋の祖である伊藤次郎左衛門道貞から、道貞の母・妻の母・道貞の召使いの菩提供養のために本尊の阿弥陀如来と法華経2部、金剛経2巻の寄進を受けた。本尊の阿弥陀如来は多治見市の指定文化財となっている。
四世の毛海鳳の代に梵鐘が完成した。
昭和20年(1945年)の多治見空襲においては被災者の遺体安置場所となった。

## 文化財

### 多治見市指定文化財
- 木造阿弥陀如来坐像　鎌倉末期　像高44.3cm